# Madalena Schwartz
Ma(g)dalena Isabel Mandel de Schwartz, geborene Magdolna Mandel (geboren am 9. Oktober 1921 in Budapest; verstorben am 25. März 1993 in São Paulo) war eine jüdische ungarisch-brasilianische Fotografin. Schwartz wurde vor allem als Porträtfotografin der Theater- und Künstlerszene São Paulos bekannt.

## Leben
Magdalena Schwartz wurde am 9. Oktober 1921 als Magdolna Mandel in Budapest geboren. Ihre Mutter, Rósza Fisch, verstarb, als sie 6 Jahre alt war. Die Großeltern fielen dem Holocaust zum Opfer, und ihr Vater, Jenö Mandel, der wieder geheiratet hatte, ließ sich in Argentinien nieder. Dahin emigrierte sie mit ihrem Bruder Pal im Jahr 1934. Fünf Jahre später heiratete die nun als Madalena bekannte junge Frau Ernesto Schwartz, ebenfalls Jude und Ungar, mit dem sie die Söhne Julio und Jorge bekam.
Die Familie Schwartz verließ Buenos Aires, um in São Paulo ihr Glück zu versuchen. Ursprünglich ohne jegliche künstlerische Perspektive kam Madalena Schwartz mit ihren Söhnen 1960 im Hafen von Santos an, während Ernesto kurz darauf eintraf. In São Paulo erwarb das Paar die Wäscherei und Färberei Irupê in der Rua Nestor Pestana im Stadtzentrum. Der Einstieg in die Fotografie geschah zufällig, als Madalenas Sohn Julio 1966 einen Preis bei einem Fernsehwettbewerb auf TV Excelsior gewann und eine Kamera kaufte, was auch das Interesse der Mutter weckte. Entschlossen, sich der Fotografie zu widmen, schrieb sich Madalena Schwartz 1966 in den Fotografiekurs beim Foto Cine Clube Bandeirante ein. Sie besuchte Theater, um die Technik des Chiaroscuro zu perfektionieren, und porträtierte als Übung Persönlichkeiten der Kulturszene in ihrer Wohnung im Copan-Gebäude, die als improvisiertes Studio diente. Eines Tages fasste sie den Mut, Loyola Brandão ihre Porträts zu zeigen, der, überrascht von der fotografischen Qualität, sie für einen Auftrag in einem Frauenmagazin engagierte.
Zu Beginn der 1970er Jahre, angetrieben von nationalen und internationalen Auszeichnungen, professionalisierte sich Madalena Schwartz als Fotografin. Sie kombinierte nun ihre Tätigkeit in der Wäscherei mit fotografischen Beiträgen für Zeitungen und Magazine. In den 1970er und 1980er Jahren erfüllte sie Aufträge in Brasilien und im Ausland und porträtierte 1975 zum Beispiel die Schriftstellerin Clarice Lispector während des Ersten Internationalen Hexenkongresses in Bogotá. Madalena Schwartz’ fotografische Arbeit erlangte insbesondere durch Porträts und Fotografien von Persönlichkeiten aus dem Kunst- und Kulturbereich Bekanntheit. Neben Lispector porträtierte sie unter anderem auch Sérgio Buarque de Holanda und seinen Sohn Chico Buarque, Jorge Amado, Carlos Drummond de Andrade, Clementina de Jesus, Hermeto Pascoal, Walmor Chagas, Paulo Autran, Wesley Duke Lee und Manabu Mabe. Pedro Karp Vasquez bezeichnete Schwartz als die „Grande Dame der Porträtfotografie Brasiliens“.
1974 veranstaltete das renommierte Kunstmuseum MASP ihre erste Einzelausstellung, die ihre heute berühmten Porträts von Transvestiten und Transformisten zeigte. Im Laufe ihrer Karriere stellte sie in der Galeria Fotoptica, der Internationalen Biennale von São Paulo, der Pinacoteca do Estado und im Museu da Imagem e do Som aus.
Zwischen 1979 und 1991 arbeitete sie für den Fernsehsender TV Globo und war regelmäßig für den Buchverlag Editora Abril tätig. 1983 kehrte sie zum MASP zurück, um ihre Ausstellung „O rosto brasileiro“ zu zeigen. Im Jahr 1983 erhielt sie den Preis als beste Fotografin der Associação Paulista de Críticos de Arte (APCA). In den letzten Jahren ihres Lebens widmete sich Schwartz vor allem der Bildhauerei. Sie starb zurückgezogen am 25. März 1993.
Im Jahr 1997 wurde Schwartz posthum mit der Veröffentlichung des Buches „Personae“ geehrt, einer Sammlung mit von ihr ausgewählten Porträts, veröffentlicht von der Fotografin Maureen Bisilliat. Ihr Archiv, bestehend aus etwa 16.000 Schwarzweiß-Negativen und 450 Farbnegativen, wurde im Juli 1998 vom Instituto Moreira Salles erworben. Das Institut veröffentlichte auch das Buch „Crisálidas“ (2012), das Bilder von Madalena Schwartz aus den 1970er Jahren zeigt. Es handelt sich um Fotografien von Künstlern, Travestie-Performenden, Transformisten und Figuren des Untergrundtheaters in São Paulo, die im Kontrast zur Unterdrückung des politischen Regimes der Militärdiktatur (1964–1985) stehen.
2022/2023 zeigte das Jüdische Museum von São Paulo Werke Schwartz’ als Teil der Ausstellung „Modernas“, neben Fotografien der ebenfalls jüdischen Fotografinnen Alice Brill, Claudia Andujar, Hildegard Rosenthal, Gertrudes Altschul, Lily Sverner und Stefania Bril.